# Pyramida v Edfu
Pyramida v Edfu patří spolu s pyramidami, jež se nacházejí v Kule, Nakádě, Záwijit el-Mejjitínu, Síle, Sinki a na Elefantině do skupiny sedmi velmi podobných malých stupňovitých pyramid, které jsou rozmístěny po celém Egyptě. Tato pyramida se nachází 5 kilometrů jižně od starověkého města Edfu poblíž vesnice Naga el-Gonéma. Dochovaly se z ní jen rozvaliny. Jako pyramida byla identifikována roku 1979 Günterem Dreyerem a Wernerem Kaiserem. Roku 2010 zde probíhaly výzkumy expedice archeologického ústavu Chicagské univerzity.

## Datování a stavebník
Pyramida v Edfu je datovaná do druhé poloviny 3. dynastie, přibližně mezi vládu Sechemcheta a Snofrua. Jejím stavebníkem mohl být faraon Hunej nebo Snofru.

## Funkce
Názory na funkci malých stupňovitých pyramid se různí. Jean-Philippe Lauer je označil za kenotafy královen z provincií, kde se narodily. Vito Maragioglio a Celeste Rinaldi se domnívali, že označovaly posvátná místa spjatá s mýtem o Horovi a Sutechovi. Nabil Svelim je považuje za památníky slunečního kultu. Podle Güntera Dreyera a Wernera Kaisera se jedná o památníky postavené poblíž provinčních center, které měly připomínat královu autoritu a přítomnost v místech vzdálených od hlavního města. Tuto teorii však zpochybnil Iorwerth Eiddon Stephen Edwards, který poukázal na pyramidu v Síle, jež stála přímo na dohled pyramidy v Médúmu a tak blízko hlavního města, že zde bylo zbytečné královu autoritu připomínat. Dieter Arnold se domníval, že pyramidy zhmotňovaly myšlenku počátečního pahorku.

## Popis
Pyramida byla vystavěna z hrubých kusů načervenalého pískovce místního původu, které byly pospojovány maltou z jílu a písku. Průměrná tloušťka těchto kusů je 30 centimetrů a největší blok měří 60×80 centimetrů. Pyramida měla původně tři stupně a dosahovala výšky 10,46 až 12,55 metrů. Dnes je vysoká pouze 4,90 metrů. Základna pyramidy má velikost 18,3 metru až 18,8 metru. Žádné chodby ani komory se v pyramidě zřejmě nenacházely. Východní strana je o rovnoběžná s tokem Nilu. Sklon stěny byl kolem 77°.